# Logaritm natural

Graficul funcției logaritm natural

Logaritmul natural (abreviat ln(x) sau loge(x)) al unui număr este logaritmul său în baza e, unde e este o constantă matematică transcendentă și irațională, aproximativ egală cu 2,718281828. A fost inventat de matematicianul scoțian John Napier (1550–1617).
Funcția logaritm natural este inversa funcției exponențiale.